# Serves-sur-Rhône
Serves-sur-Rhône est une commune française située dans le département de la Drôme en région Auvergne-Rhône-Alpes.

## Géographie

### Localisation

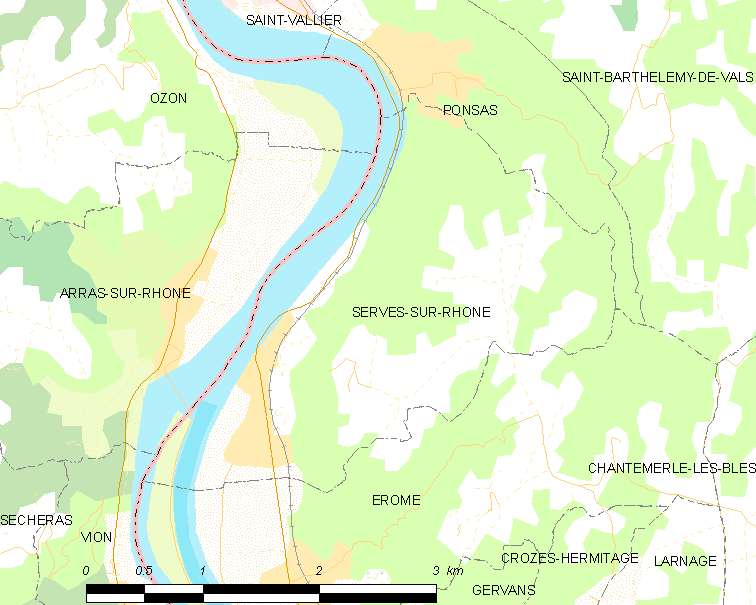
Localisation

La commune de Serves-sur-Rhône est située sur la rive gauche de Rhône, entre Saint-Vallier au nord et Tain-l'Hermitage au sud, à environ 25 km au nord de Valence, et à 75 km au sud de Lyon.

### Hydrographie

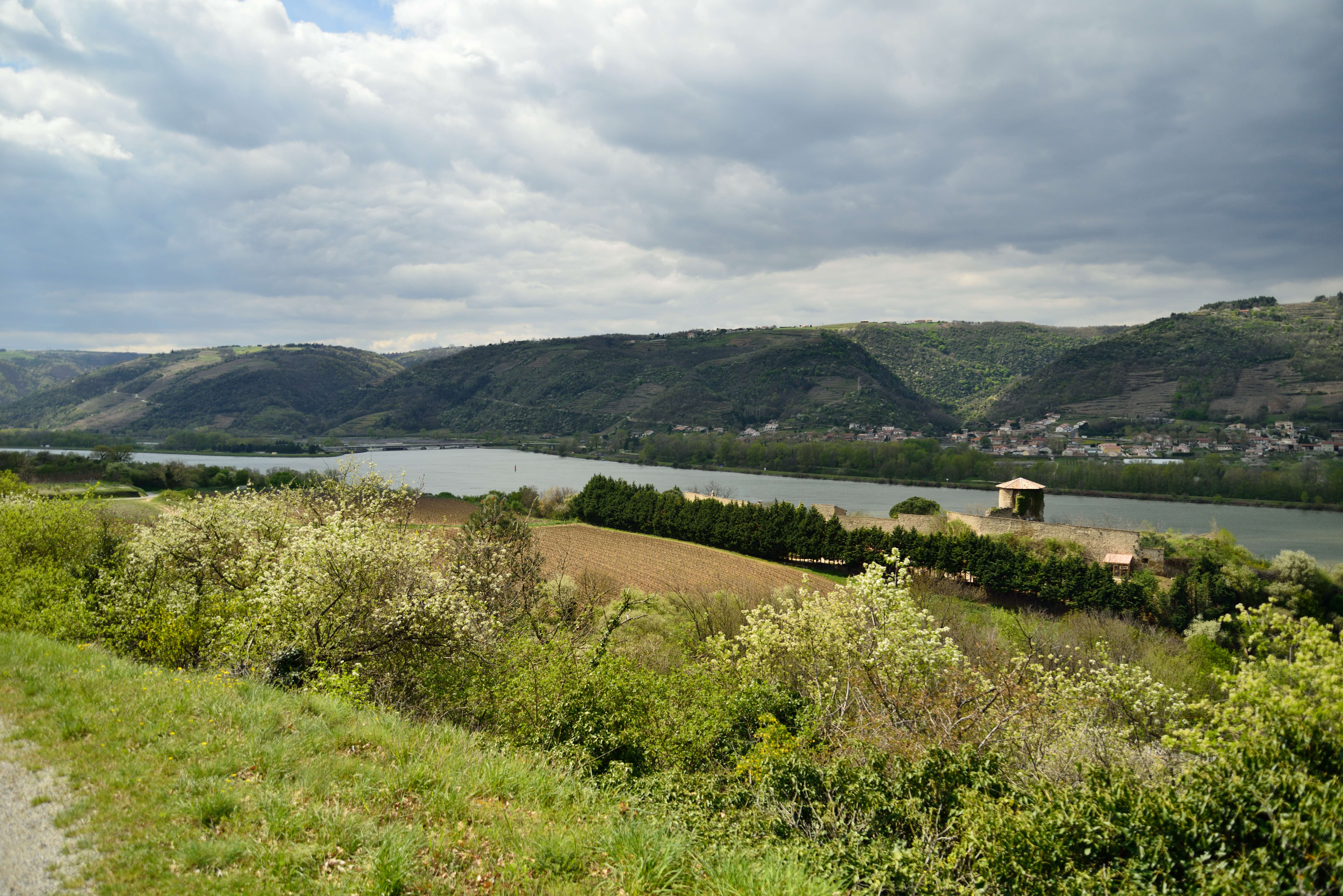
Vue du Rhône depuis les hauteur de Serves-sur-Rhône.

À l'ouest, la commune est bordée par le Rhône.

### Climat
Pour des articles plus généraux, voir Climat d'Auvergne-Rhône-Alpes et Climat de la Drôme.
En 2010, le climat de la commune est de type climat du Bassin du Sud-Ouest, selon une étude du Centre national de la recherche scientifique s'appuyant sur une série de données couvrant la période 1971-2000. En 2020, Météo-France publie une typologie des climats de la France métropolitaine dans laquelle la commune est dans une zone de transition entre le climat de montagne et le climat méditerranéen et est dans la région climatique  Moyenne vallée du Rhône, caractérisée par un bon ensoleillement en été (fraction d’insolation > 60 %), une forte amplitude thermique annuelle (4 à 20 °C), un air sec en toutes saisons, orageux en été, des vents forts (mistral), une pluviométrie élevée en automne (250 à 300 mm). 
Pour la période 1971-2000, la température annuelle moyenne est de 12,6 °C, avec une amplitude thermique annuelle de 18 °C. Le cumul annuel moyen de précipitations est de 883 mm, avec 7,4 jours de précipitations en janvier et 5,5 jours en juillet. Pour la période 1991-2020, la température moyenne annuelle observée sur la station météorologique de Météo-France la plus proche, « Gervans », sur la commune de Gervans à 4 km à vol d'oiseau, est de 14,3 °C et le cumul annuel moyen de précipitations est de 826,8 mm,. Pour l'avenir, les paramètres climatiques de la commune estimés pour 2050 selon différents scénarios d'émission de gaz à effet de serre sont consultables sur un site dédié publié par Météo-France en novembre 2022.

### Voies de communication et transports
La commune est traversée par la Nationale 7.

## Urbanisme

### Typologie
Au 1er janvier 2024, Serves-sur-Rhône est catégorisée commune rurale à habitat dispersé, selon la nouvelle grille communale de densité à 7 niveaux définie par l'Insee en 2022.
Elle est située hors unité urbaine et hors attraction des villes,.

### Occupation des sols
L'occupation des sols de la commune, telle qu'elle ressort de la base de données européenne d’occupation biophysique des sols Corine Land Cover (CLC), est marquée par l'importance des forêts et milieux semi-naturels (47 % en 2018), une proportion identique à celle de 1990 (47 %). La répartition détaillée en 2018 est la suivante : 
forêts (45,5 %), zones agricoles hétérogènes (26,9 %), eaux continentales (12,5 %), zones urbanisées (6,3 %), cultures permanentes (3,7 %), prairies (3,6 %), milieux à végétation arbustive et/ou herbacée (1,5 %). L'évolution de l’occupation des sols de la commune et de ses infrastructures peut être observée sur les différentes représentations cartographiques du territoire : la carte de Cassini (XVIIIe siècle), la carte d'état-major (1820-1866) et les cartes ou photos aériennes de l'IGN pour la période actuelle (1950 à aujourd'hui).

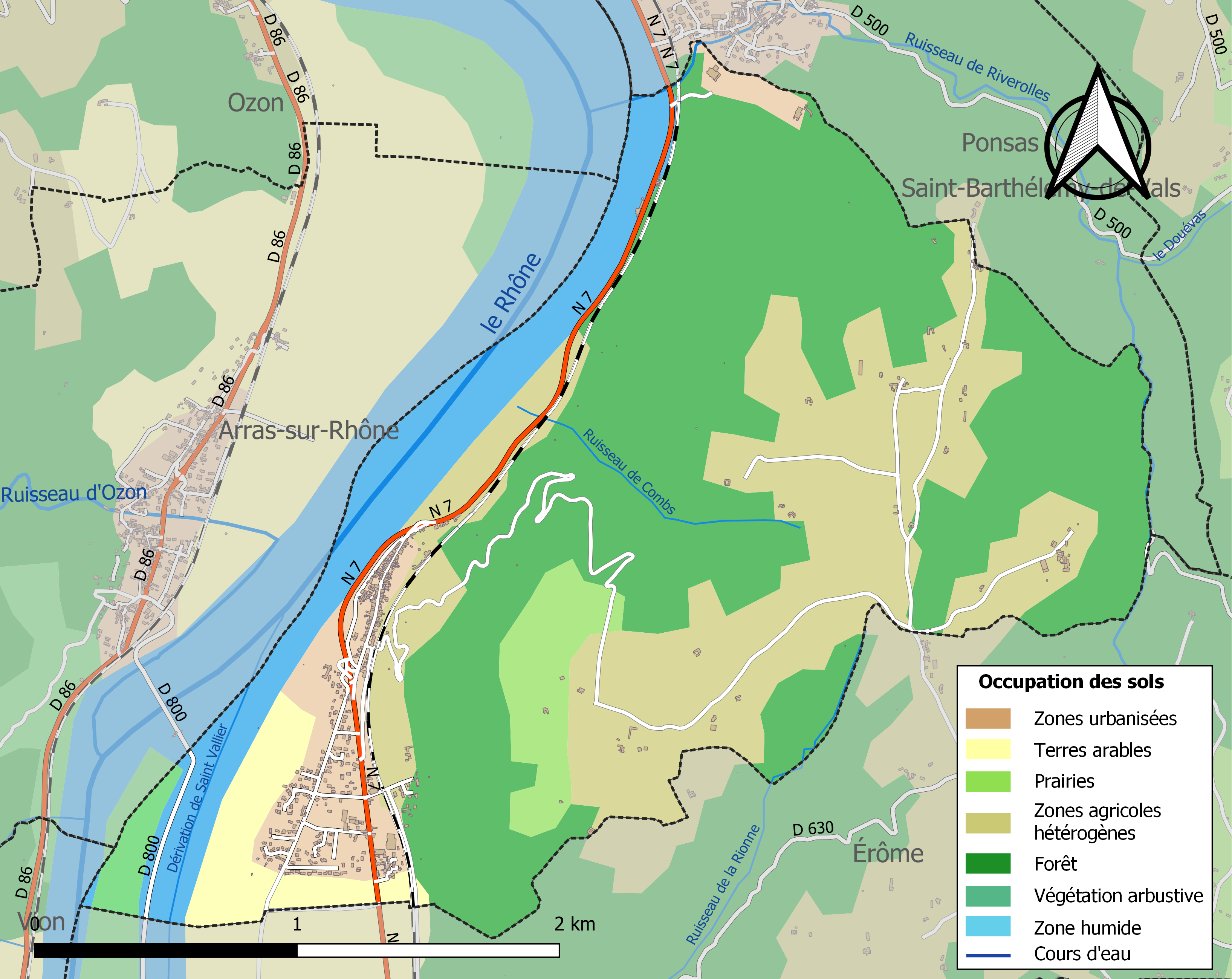
Carte des infrastructures et de l'occupation des sols de la commune en 2018 (CLC).

## Toponymie

### Attestations
Dictionnaire topographique du département de la Drôme :
- 1153 : mention de la paroisse : ecclesia de Cervia (cartulaire d'Ainay, 50).
- 1237 : mention de l'atelier monétaire des dauphins : moneta Cerviae (Valbonnais, II, 215).
- 1243 : castrum Servie (inventaire des dauphins, 92).
- 1243 : mention du péage : pedagium Servie (itinéraire des dauphins, 92).
- 1245 : mention de l'atelier monétaire des dauphins : magister monetarum de Cervia domini Dalphini (Valbonnais, II, 529).
- 1250 : Cyrvia (cartulaire d'Ainay, 11).
- 1306 : Cervya (itinéraire des dauphins).
- 1328 : Cerviam et Cervia (choix de documents, 18).
- 1333 : mention du péage : gabella de Servia (choix de documents, 140).
- 1377 : mention du mandement : mandamentum Servie (archives de la Drôme, E 600)
- 1521 : mention de la paroisse : ecclesia de Serva (pouillé de Vienne).
- 1788 : Serve (Alman. du Dauphiné).
- 1891 : Serves, commune du canton de Tain-l'Hermitage.

(non daté)[réf. nécessaire] : Serves-sur-Rhône.

## Histoire

### Antiquité: les Gallo-romains
L'emplacement du château de Fontager serait d'origine romaine[réf. nécessaire].

Des sépultures et du mobilier paléo-chrétien y ont été découverts.

### Du Moyen Âge à la Révolution
Bourg défensif très ancien.
La seigneurie :
- Au point de vue féodal, Serves était une terre du domaine des dauphins. Ces derniers y avaient l'un de leurs ateliers monétaires.
- 1248 : la terre est inféodée aux Turrey (ou Limons).
- 1334 : elle est en partie possédée par les Claveyson.
- 1339 : elle est donnée aux Roussillon d'Anjou.
- Vers 1360 : les Roussillon acquièrent les droits des Claveyson. La seigneurie est réunifiée.
- 1429 : la terre est léguée aux Mitte de Miolans.
- 1604 : elle est vendue aux La Croix-Chevrières qui s'en qualifient de barons et en sont les derniers seigneurs.

Au XIIIe siècle, il existe un péage par terre et sur le Rhône. En 1318, il est possédé par les Alleman. Il est ensuite incorporé à la seigneurie de Serves. Il sera supprimé en 1776.
Ancien relais de la batellerie et des rouliers.
1767 (démographie) : 400 familles (soit environ 2000 personnes).
XVIIIe siècle : « descente » du village vers le Rhône.
Avant 1790, Serves était une communauté de l'élection et subdélégation de Romans et du bailliage de Saint-Marcellin, comprenant trois paroisses du diocèse de Vienne : Érôme, Gervans et Serves.

La paroisse de Serves avait son église dédiée à saint Pierre et le prieur de la Mure (voir Saint-Antoine sur la commune d'Érôme) pour collateur et décimateur.

Le mandement de Serves avait la même étendue que la communauté de ce nom. Par la suite, il a compris les trois paroisses de Serves, Érôme et Gervans.

#### Fontager
Dictionnaire topographique du département de la Drôme :
- 1503 : domus fortis de Fontageyrio (archives de la Drôme, E 456).
- 1654 : la maison-forte de Fontagier (archives de la Drôme, E 600).
- 1679 : Fontagé (archives de la Drôme, E 601).
- 1891 : Fontager, château.

La terre est un fief du comté de Vals (voir commune de Saint-Uze). Possession des Briord en 1339 et des Gruel au début du XVIe siècle. Elle passe (par héritage) aux Chastellard vers 1715.

### De la Révolution à nos jours
En 1790, la commune est comprise dans le canton de Tain.
En 1844, la paroisse d'Érôme en est distraite afin de former une commune distincte du même canton.

## Politique et administration

### Liste des maires
| Période                                  | Période                        | Identité                                | Étiquette | Qualité |
| ---------------------------------------- | ------------------------------ | --------------------------------------- | --------- | ------- |
| Les données manquantes sont à compléter. |                                |                                         |           |         |
| 1871                                     |                                | ?                                       |           |         |
| 1874                                     |                                | ?                                       |           |         |
| 1878                                     |                                | ?                                       |           |         |
| 1884                                     |                                | ?                                       |           |         |
| 1888                                     |                                | ?                                       |           |         |
| 1892                                     |                                | ?                                       |           |         |
| 1896                                     |                                | ?                                       |           |         |
| 1900                                     |                                | ?                                       |           |         |
| 1904                                     |                                | ?                                       |           |         |
| 1908                                     |                                | ?                                       |           |         |
| 1912                                     |                                | ?                                       |           |         |
| 1919                                     |                                | ?                                       |           |         |
| 1925                                     |                                | ?                                       |           |         |
| 1929                                     |                                | ?                                       |           |         |
| 1935                                     |                                | ?                                       |           |         |
| 1945                                     |                                | ?                                       |           |         |
| 1947                                     |                                | ?                                       |           |         |
| 1953                                     |                                | ?                                       |           |         |
| 1959                                     |                                | ?                                       |           |         |
| 1965                                     |                                | ?                                       |           |         |
| 1971                                     |                                | ?                                       |           |         |
| 1977                                     |                                | ?                                       |           |         |
| 1983                                     |                                | ?                                       |           |         |
| 1989                                     |                                | ?                                       |           |         |
| 1995                                     |                                | ?                                       |           |         |
| 2001                                     |                                | ?                                       |           |         |
| 2008                                     |                                | ?                                       |           |         |
| 2014                                     |                                | ?                                       |           |         |
| 2020                                     | En cours (au 13 décembre 2020) | Christèle Defrance[source insuffisante] | SE        |         |

## Population et société

### Démographie
L'évolution du nombre d'habitants est connue à travers les recensements de la population effectués dans la commune depuis 1846. Pour les communes de moins de 10 000 habitants, une enquête de recensement portant sur toute la population est réalisée tous les cinq ans, les populations de référence des années intermédiaires étant quant à elles estimées par interpolation ou extrapolation. Pour la commune, le premier recensement exhaustif entrant dans le cadre du nouveau dispositif a été réalisé en 2004.

En 2022, la commune comptait 737 habitants, en évolution de −0,81 % par rapport à 2016 (Drôme : +2,64 %, France hors Mayotte : +2,11 %).
| 1846 | 1851 | 1856 | 1861 | 1866 | 1872 | 1876 | 1881 | 1886 |
| ---- | ---- | ---- | ---- | ---- | ---- | ---- | ---- | ---- |
| 750  | 721  | 675  | 615  | 610  | 611  | 602  | 606  | 537  |

| 1891 | 1896 | 1901 | 1906 | 1911 | 1921 | 1926 | 1931 | 1936 |
| ---- | ---- | ---- | ---- | ---- | ---- | ---- | ---- | ---- |
| 532  | 557  | 535  | 518  | 520  | 512  | 511  | 506  | 504  |

| 1946 | 1954 | 1962 | 1968 | 1975 | 1982 | 1990 | 1999 | 2004 |
| ---- | ---- | ---- | ---- | ---- | ---- | ---- | ---- | ---- |
| 440  | 480  | 495  | 453  | 369  | 468  | 624  | 598  | 584  |

| 2006 | 2009 | 2014 | 2019 | 2022 | - | - | - | - |
| ---- | ---- | ---- | ---- | ---- | - | - | - | - |
| 596  | 727  | 748  | 726  | 737  | - | - | - | - |

### Enseignement
La commune relève de l’académie de Grenoble.

### Manifestations culturelles et festivités
- Fête : le premier dimanche d'août : concours de boules[14].

## Économie

### Agriculture
En 1992 : céréales, vignes (vins AOC côtes-du-rhône et croze-hermitage), vergers, asperges, bovins, caprins.

## Culture locale et patrimoine

### Lieux et monuments

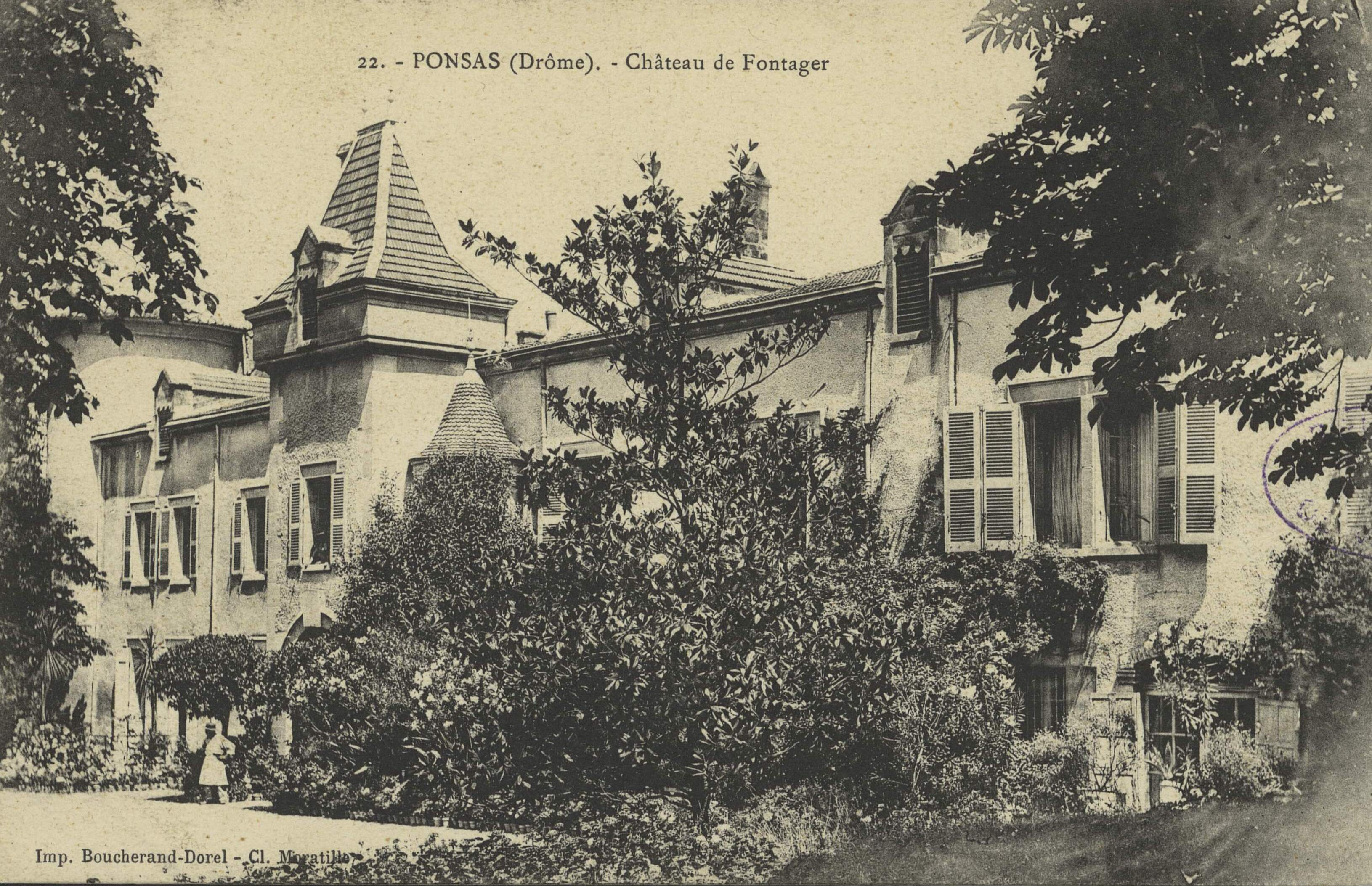
Château de Fontager (sur la commune de Serves-sur-Rhône)

- Ruines du château fort médiéval (dominant le village)[14] : il ne reste que quelques tours rondes, des vestiges de remparts et des courtines[réf. nécessaire].
- Chapelle romane[14].
- Église Saint-Pierre de Serves-sur-Rhône.
- Château de Fontager[21] (XIXe siècle) : corps de logis quadrangulaire flanqué de tours rondes et carrées. Son emplacement serait d'origine romaine. Il succèderait à un château du XIIe siècle. Il aurait accueilli Diane de Poitiers[réf. nécessaire].

Certains le situent par erreur sur la commune de Ponsas (cf. aussi l'image ci-contre). En fait, son domaine est limitrophe au sud de la commune de Ponsas mais le château est sur la commune de Serves-sur-Rhône (8 Route de Lyon, 26600 Serves-sur-Rhône).
Le château est un hôtel-restaurant depuis 1937.

### Héraldique, logotype et devise
| Blason | Blasonnement : Parti : au premier d'argent à la branche de vigne au naturel en bande mouvant de l'angle dextre du chef, feuillée de six pièces de sinople et fruitée de deux grappes d'or, soutenue de sept trangles ondées alésées d'azur, au second de gueules au dauphin d'or allumé d'argent, crêté, loré, barbé d'azur et peautré aussi d'azur et de sinople. |